# Bokator
Le Bokator (khmer : ល្បុក្កតោ , lbŏkkâtaô) ou Kun L'Bokator (khmer : គុនល្បុក្កតោ, kun lbŏkkâtaô, litt. l'art de battre le lion) est un art martial cambodgien. Il est l'un des arts martiaux les plus anciens du monde et est reconnu comme patrimoine culturel immatériel par l'UNESCO.
Selon la tradition orale khmère, le Bokator (ou une de ses formes premières) était l'art martial utilisé par les anciennes armées cambodgiennes avant la fondation d'Angkor. L'art martial englobe des techniques de corps à corps, de lutte et la maîtrise d'armes diverses.

## Étymologie
Les arts martiaux khmers ont historiquement porté plusieurs noms, variant selon les régions et les maîtres, mais sont de nos jours communément désignés sous le terme Bokator. Le mot Bokator est mentionné dans le premier dictionnaire khmer élaboré en 1938 par l'érudit bouddhiste Chuon Nath. Le terme dériverait de l'expression bok tao (khmer : បុកតោ) signifiant battre le lion. Selon le mythe fondateur, un lion attaquait un village lorsqu'un guerrier, armé uniquement d'un couteau, vainquit l'animal à mains nues, le tuant d'un seul coup de genou.

## Histoire
Le Bokator est considéré comme l'art martial le plus ancien encore pratiqué au Cambodge. Les origines de l'art martial remonteraient au Ier siècle apr. J.-C.,, une époque où les Khmers, vivant au milieu de la nature, imitaient les mouvements des animaux pour survivre, donnant naissance aux techniques d'inspiration animale utilisées dans Bokator.

Les arts martiaux au Cambodge sont issus d'une longue tradition ; une inscription datant du VIIe siècle (inscription K.367) découverte à Vat Phu fait l'éloge de la "science du combat" du roi Jayavarman Ier :

« Lui [Jayavarman I], le premier de ceux qui connaissent la science du combat contre l'impétuosité des éléphants, la force de la cavalerie, la volonté des hommes »

La pratique d'arts martiaux est mentionnée dans une inscription du IXe siècle de Thnal Baray (inscription K.282C) représentant le roi Yasovarman Ier comme un lutteur habile :

« Dans l'exercice de la lutte, il enlevait en un instant dix lutteurs très forts et les jetait à terre en tas par l'impulsion de ses mille bras [par les mille impulsions de ses bras], comme fit dans le combat le fils de Kritavarya pour celui qui avait dix visages. »

Plusieurs ordonnances de Yasovarman I (IXe siècle) renseignent sur les règles régissant la police des temples et des couvents. Une ordonnance autorise les combattants à entrer dans les temples et révèle leur statut estimé au sein de la société de l'Empire Khmer :

« Particulièrement, le brave doit être estimé qui a prouvé sa vaillance dans le combat, l’homme qui aime le combat doit l’être au-dessus de celui qui le refuse car c’est sur lui que repose la défense du droit. »

Deux imposantes statues de lutteurs ordonnées par le roi Jayavarman IV ont été découvertes à Koh Ker et sont estimées dater d'environ 930 de notre ère. La boxe était connue et pratiquée sous l'Empire Khmer, comme en témoignent de nombreux bas-reliefs et inscriptions. Une inscription datée de 966 apr. J.-C. du Prasat Ta Siu, dite inscription de Kok Samron, conte un match de boxe ordonné par décret royal, dont l'issue a abouti à l'octroi d'une rizière. Une autre inscription datée de 979 apr. J.-C. de Prasat Char (inscription K.257) mentionne l'achat d'un terrain à un boxeur par le prince Narapatindravarman, fils de Jayavarman IV. Il utilisa ensuite ces terres pour établir un temple dédié à la déesse Mahisasura en l'honneur de sa défunte mère, la reine Narapatindradevi. Dans la même inscription, les noms de trois boxeurs appelés à la cour du roi sont explicitement mentionnés : Dan, In et Ayak, tandis qu'un autre boxeur nommé Vit est décrit comme ayant emprunté une série d'objets. Ayak est présenté comme le maître des boxeurs de Gamryan, à présent identifié comme Phnom Mrech dans la province de Preah Vihear.
Le Bokator tel qu'il est pratiqué aujourd'hui représente une forme moderne de l'art martial utilisé par les soldats khmers pendant la période d'Angkor (IXe – XVe siècles) et représenté sur les bas-reliefs des temples d'Angkor,,. De nombreux bas-reliefs représentent des groupes de soldats se livrant à des combats d'arts martiaux à l'entrée ou dans les dépendances des palais. Un grand nombre des clés de bras, de mains et de cou utilisées dans le Bokator sont représentées sur les murs du temple du Bayon.
Longvek, la capitale cambodgienne au XVIe siècle, servait de centre militaire pour le pays. Elle représentait un point de rassemblement pour les savants, notamment les érudits et les pratiquants d'arts martiaux. Selon le maître de Bokator Om Yom, le district de Svay Chrum, Kraing Leav et Pungro dans le district de Rolea B'ier de la province de Kampong Chhnang étaient autrefois connues pour être des lieux d'entraînement aux arts martiaux. Les Forces armées royales cambodgiennes continuent aujourd’hui de s’entraîner dans cette zone. Un poème siamois de 1773 mentionne la boxe khmère, décrivant un combat entre un combattant khmer et un serviteur vietnamien. Dans les années 1800, le roi Norodom organisait et assistait à des combats d'arts martiaux traditionnels au sein du palais royal et entouré exclusivement de sa cour. L'explorateur français Auguste Pavie fut responsable d'un bureau télégraphique de 1876 à 1879 dans le port cambodgien de Kampot. Durant son séjour au Cambodge, il s'est immergé dans la culture cambodgienne et a adopté le mode de vie local,. Dans l'introduction de son livre Au royaume du million d'éléphant, Pavie décrit avec vivacité les arts martiaux khmers tels qu'ils étaient pratiqués lors des grandes fêtes. Les combats au bâton se pratiquaient dans le respect, l'ordre et la discipline, captivant les foules alors que les hommes s'affrontaient devant leur fiancée. Les frappes forcées suscitaient généralement la désapprobation du public, tandis que les frappes précises et contrôlées étaient suivies d'applaudissements. Les perdants étaient réconfortés par le public. Les boxeurs enveloppaient leurs mains de chiffons sur lequel du sable ou même du verre brisé pouvaient être saupoudrés lors de matchs échauffés. Pavie fournit également le récit détaillé d'un match de lutte entre un lutteur Khmer et un lutteur Cham. Les lutteurs se livraient à des préliminaires jovials : le Cham initiait en examinant avec humour les muscles du Cambodgien, incitant le Khmer à riposter en imitant un piège autour de ses poignets. Les deux lutteurs jouaient ainsi joyeusement avant de commencer le combat, gagnant l'admiration et les encouragements des hommes tout en suscitant les cris des femmes inquiètes.

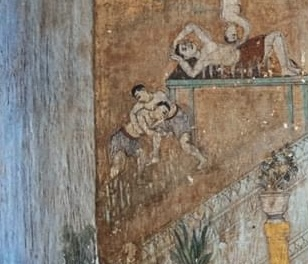
La pagode Kampong Tralach Leu, dans la province de Kampong Chhnang, contient des peintures murales de 1850 représentant les arts martiaux khmers.

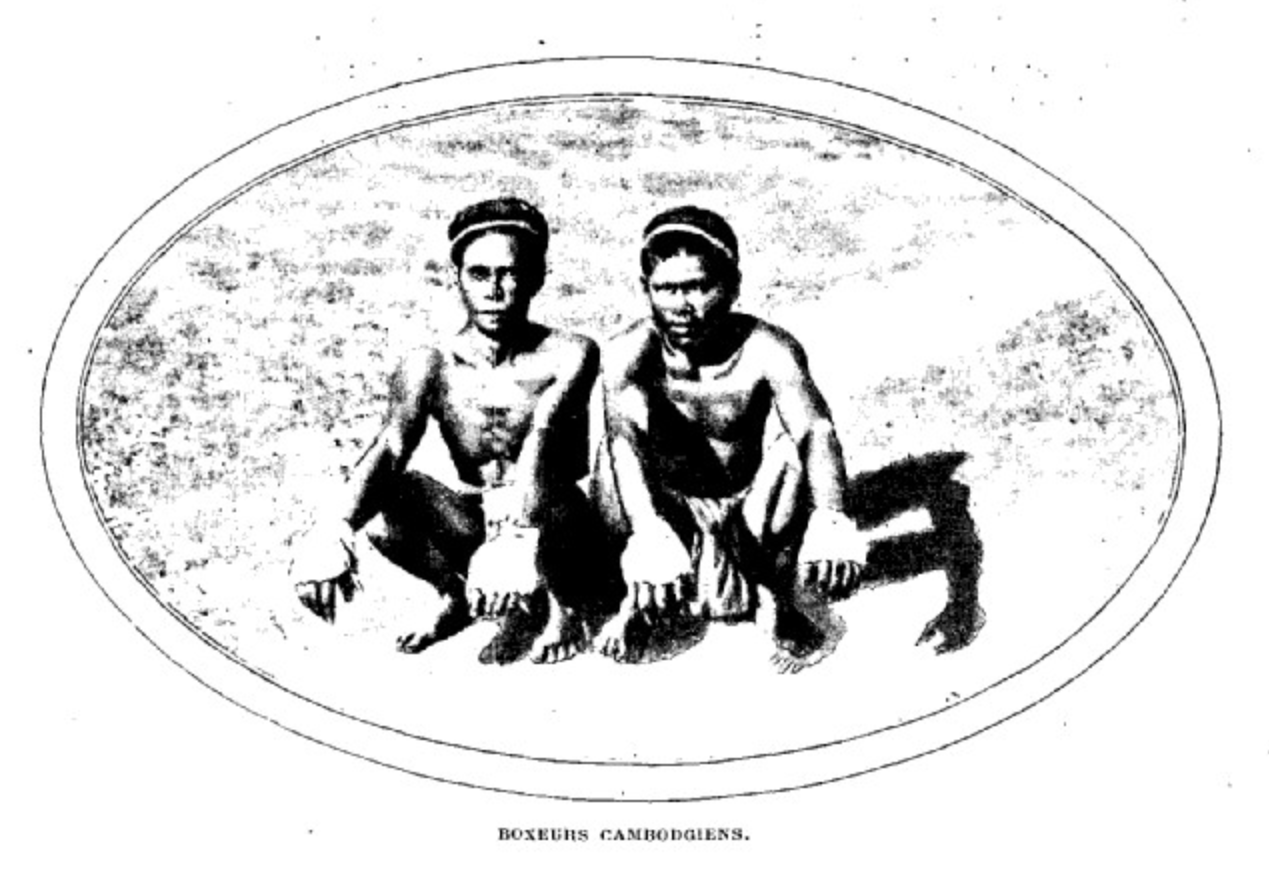
Boxeurs khmers en 1910

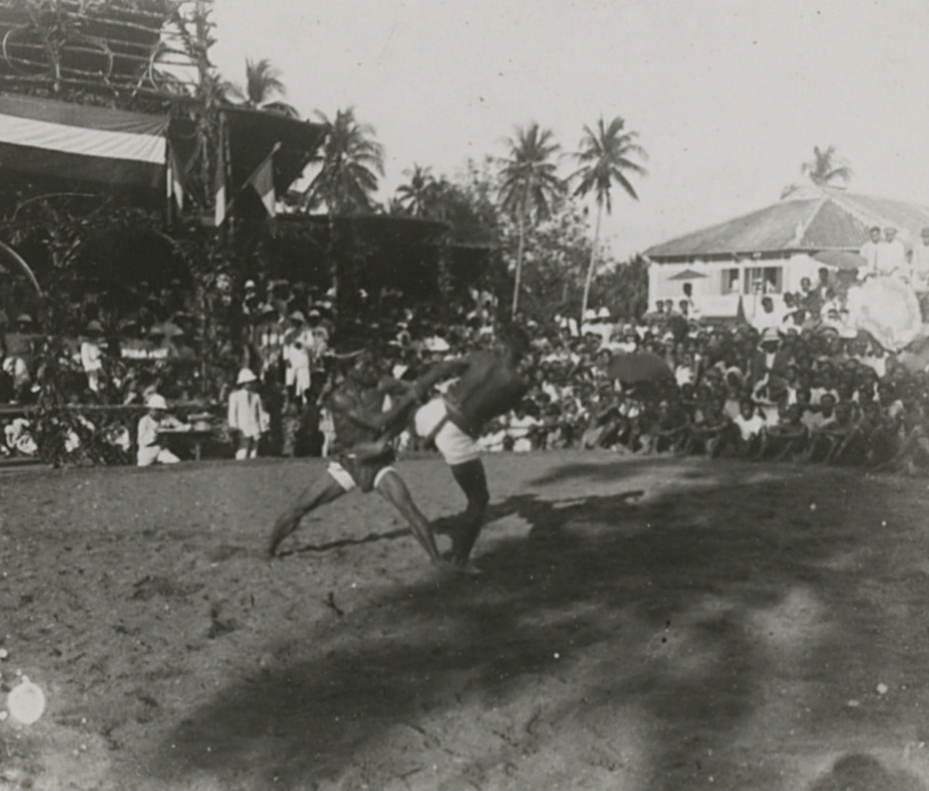
Un combat de Bokator en 1920

La boxe, le combat au bâton et la lutte, éléments essentiels du Bokator, ont été décrits par les archives françaises en 1905 comme parmi les passe-temps favoris des Khmers. L'édition de 1907 de la Revue internationale de sociologie notait l'inclusion habituelle de tournois d'arts martiaux durant les grandes célébrations, mettant souvent en vedette des matchs entre champions Khmers et Chams. Ces compétitions étaient caractérisées par le respect mutuel, le public restant impartial envers les deux partis rivaux. Pendant la colonisation française, les moines bouddhistes ont joué un rôle essentiel dans la contestation de l’administration française au travers de leur activisme. En réponse, l'administration coloniale française a interdit en 1920 aux moines bouddhistes d'enseigner et de participer aux arts martiaux khmers dans le but d'empêcher leur contribution potentielle aux mouvements de révolte sociale. Sappho Marchal, experte en art khmer et collaboratrice pour la Revue des arts asiatiques, détailla en 1927 la danse cérémonielle connue sous le nom de Tvay Bangkum Romleuk Kun Kru, exécutée avant chaque combat. Ce rituel, qui perdure encore aujourd'hui, est une composante phare du Bokator. En avril 1930, le roi Sisowath Monivong invita le résident supérieur Fernand Marie Joseph Antoine Lavit à assister à des matchs d'arts martiaux traditionnels khmers au sein du Palais Royal dans le cadre des célébrations du Nouvel An khmer. Avant la Seconde Guerre mondiale, Phnom Penh accueillait divers événements sportifs, notamment des compétitions d'arts martiaux khmers. Autrefois, le sport se pratiquait à même le sable plutôt que sur un ring. Les tournois étaient généralement organisés pour de grands festivals et jouissaient d'une extrême popularité. Chaque ministre et personnalité éminente avait sa propre écurie de combattants qui leur servaient également de garde rapprochée. Le roi était le saint patron du sport et l'aristocratie était particulièrement impliquée dans les compétitions. Il est dit que le roi Sisowath aurait souvent remporté des compétitions. Les tournois étaient en grande partie organisés pour la gloire, n'impliquant aucune compensation financière.
Le Bokator était pratiqué par les membres du mouvement anticolonial Khmer Issarak fondé en 1945, qui lutta pour l'indépendance du Cambodge. Au cours de la période tumultueuse de la République khmère de 1970 à 1975, la pratique du Bokator suscitait des soupçons de mutinerie à la fois dans les zones contrôlées par les Khmers rouges et celles contrôlées par le gouvernement. Ainsi, les pratiquants de Bokator ne s’entraînaient pas publiquement et étaient contraints à recourir à des entraînements secrets. Pendant le régime dictatorial de Pol Pot (1975-1979), les pratiquants d'arts traditionnels ont été systématiquement exterminés par les Khmers rouges. Ils ont ainsi été contraints à fuir en tant que réfugiés ou à arrêter l'enseignement et à vivre cachés. Le régime des Khmers rouges a ensuite laissé place à l’occupation vietnamienne du Cambodge durant laquelle les arts martiaux indigènes ont été totalement interdits. Le maître San Kim Sean est souvent considéré comme le père du Bokator moderne et est largement reconnu pour avoir impulsé un regain d'intérêt pour cet art martial au Cambodge. Après le régime des Khmers Rouges, San Kim Sean a dû fuir le Cambodge, accusé par les Vietnamiens d'enseigner l'hapkido et le Bokator (ce qu'il faisait) et de commencer à former une armée, accusation dont il était innocent. Une fois en Amérique, il commença à enseigner l'Hapkido à Houston, au Texas, puis déménagea à Long Beach, en Californie. Après avoir vécu aux États-Unis et promu l'Hapkido pendant un certain temps, il constata un oubli croissant à l'égard du Bokator. En 1995, il prit la décision de retourner au Cambodge dans le but de réintroduire le Bokator et d'accroître sa visibilité dans le monde entier,.

### XXIesiècle
En 2001, San Kim Sean retourna à Phnom Penh et, après avoir obtenu la permission du nouveau roi, commença à enseigner le Bokator à la jeunesse locale. La même année, dans l'espoir de rassembler tous les maîtres de Bokator ayant survécu aux purges, il commença à parcourir le pays à la recherche de lok kru (maîtres). Les quelques maîtres qu'il trouva étaient âgés (de soixante à quatre-vingt-dix ans) et accablés par trente ans d'oppression ; beaucoup avaient peur d’enseigner ouvertement le Bokator. Après beaucoup de persuasion et avec l'approbation du gouvernement, les anciens maîtres ont cédé. Accompagnés par San Kim Sean, ils ont réintroduit avec succès le Bokator au Cambodge. La première compétition nationale de Bokator a eu lieu à Phnom Penh au Stade olympique en 2006, réunissant 300 participants,.
Le Bokator a été inscrit en 2022 (17.COM) sur la Liste représentative du patrimoine culturel immatériel de l'humanité.
Le Bokator compte environ 7 000 pratiquants au Cambodge et à l'étranger. Des grands maîtres dévoués, dont Ith Pen, Sen Sam Ath, San Kim Sean, Ros Serei, Am Yom, Suong Neng, Ponh Keun, Voeng Sophal, Ke Sam On, Kim Chiev, Chet Ay et Kao Kob, travaillent sans relâche pour préserver et transmettre cette tradition. Des écoles de Bokator ont ouvert dans treize provinces cambodgiennes, où ces grands maîtres enseignent et reçoivent le soutien des communautés locales.
Afin de promouvoir et préserver davantage le Bokator, la Fédération cambodgienne de Kun Bokator a été créée sous l'égide du Comité national olympique du Cambodge et avec le soutien du ministère de l'Éducation, de la Jeunesse et des Sports. Cette initiative permet aux maîtres et aux apprentis dans tout le pays de poursuivre leur pratique. Le Bokator est également pratiqué en dehors du Cambodge, notamment aux États-Unis, en Europe et en Australie, avec le soutien des diasporas cambodgiennes. En 2020, des maîtres provenant de multiples provinces cambodgiennes ont formé un réseau interprovincial pour documenter leurs connaissances et partager leurs expériences et techniques de formation. Le Bokator a été inscrit en tant que nouvelle discipline lors des Jeux d'Asie du Sud-Est en 2023. En Inde, le premier championnat national de Kun Bokator a eu lieu à Srinagar en 2023 et a été organisé par la Fédération indienne de Kun Bokator. Des représentants de 12 États ont participé à cet événement, aux côtés de deux maîtres cambodgiens qui ont partagé leur expertise. Un séminaire de Kun Bokator au niveau national a été organisé pour les entraîneurs et les arbitres afin d'assurer le bon déroulement du tournoi. Le championnat a suscité un intérêt accru pour ce sport parmi les joueurs cachemiris.
La Fédération cambodgienne de Kun Bokator (Cambodia Kun Bokator Federation, CKBF), créée en 2004, joue un rôle central en facilitant la formation et les séminaires au niveau national et en documentant les techniques de Bokator. Elle fournit une plate-forme permettant aux maîtres d'échanger les informations et les connaissances. Depuis 2020, le ministère de l’Éducation, de la Jeunesse et des Sports (Ministry of Education, Youth, and Sports, MoEYS) s’efforce d’intégrer le Bokator dans les programmes d’enseignement formel et non formel. Il fait déjà partie du programme de formation de la police et des forces militaires du pays. Les maîtres avec au moins cinq ans d'expérience transmettent leurs connaissances aux nouvelles générations, souvent à leur domicile, en proposant des horaires de formation flexibles pour accueillir les étudiants provenant généralement des écoles publiques locales. Les pratiquants, hommes et femmes, s'entraînent ensemble plusieurs fois par semaine.
Les tournois ont lieu aux niveaux régional et national, parfois avec la coordination de la Fédération cambodgienne de Kunbokator (Cambodia Kunbokator Federation, CKBF) et la participation active des maîtres. La CKBF soutient également l'organisation de démonstrations, de sessions de formation et la documentation pour assurer la continuité de l'art martial.

## Aperçu du style

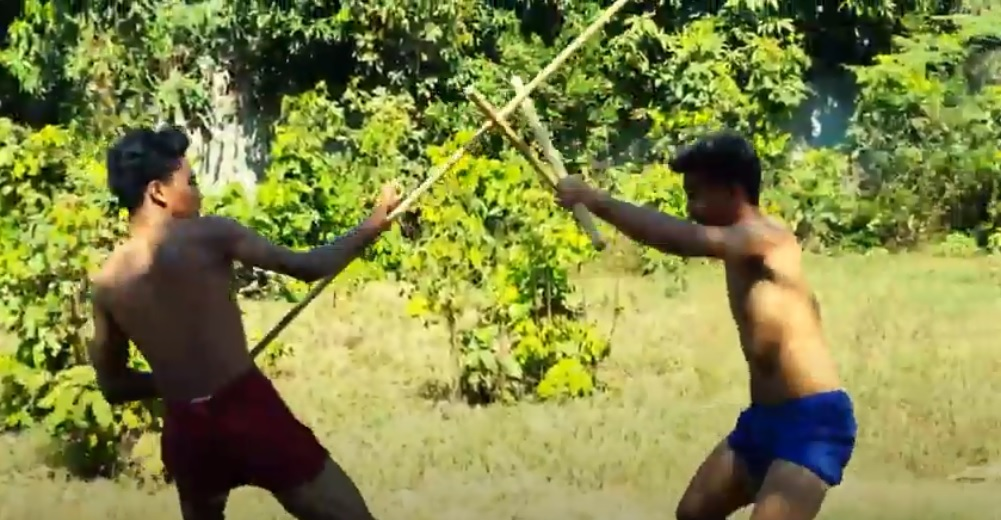
Le bâton long (dambong veng) et le(s) bâton(s) court(s) (dambong klei) sont les armes les plus couramment utilisées dans le Bokator.

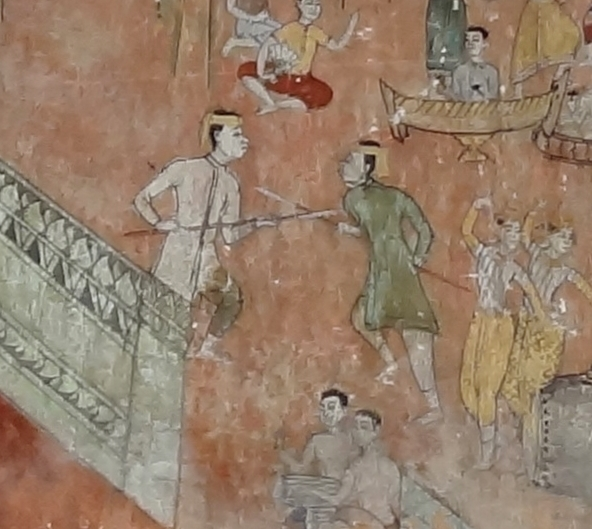
Peinture murale peinte en 1850 représentant un combat de dambong veng au Wat Kampong Tralach Leu dans la province de Kampong Chhnang

Le Bokator est caractérisé par le combat au corps à corps ainsi que l'usage intensif d'armes. Le Bokator utilise un large éventail de coups de coude et de genou, de soumissions et de combats au sol. Les armes couramment utilisées dans le Bokator sont le bâton de bambou, les bâtons courts, l'épée et le bâton de lotus (arme en bois de 20 cm de long),,.
Avant tout combat, les pratiquants de Bokator rendent hommage à leur maître en exécutant une danse rituelle, appelée Tvay Bangkum Romleuk Kun Kru (khmer : ថ្វាយបង្គំរម្លឹកគុណគ្រូ). Ce rituel est exécuté au son d'une musique appelée Pleng Pradal (khmer : ភ្លេងប្រដាល់) jouée par un orchestre composé de tambours, de cymbales et de clochettes.
Lors des combats, les athlètes de Bokator portent encore les uniformes des anciennes armées khmères. Un krama (écharpe) est plié autour de leur taille et des cordons de soie bleus et rouges appelés sangvar day sont noués autour de leur tête et de leurs biceps. Auparavant, les cordes étaient censées être "enchantées" pour augmenter la force des combattants ; elles ne sont désormais plus que cérémoniales. Les pratiquants expérimentés de Bokator apprennent à utiliser le krama comme une arme. Il sert à diverses fins, notamment à tirer, attacher, étouffer et bloquer les articulations de l'adversaire. De plus, ils peuvent utiliser le krama comme fouet pour cibler les yeux d'un adversaire, altérant ainsi sa vision. Des pierres peuvent également être dissimulées dans l'écharpe et lancées. Les combattants Bokator avaient l'habitude d'envelopper leurs mains avec une corde blanche. La corde était enroulée autour des cinq doigts et solidement attachée. Une sorte de ciment était ensuite coulé sur les mains des combattants, rendant ainsi leurs poings encore plus durs. Cette pratique a été documentée par le journal français Le Saïgon sportif en 1933 et permettait aux combattants d'infliger de graves blessures à l'aide de coups de poing. Les combattants appliquaient une pommade spécifique pour durcir leur peau.
Certains pratiquants de Bokator dévouent leur vie à maîtriser cet art martial. Beaucoup d’entre eux résident au sein de l’école de Bokator. Ils suivent assidûment l'exemple de leur maître qui assume le double rôle d'instructeur et de tuteur, assurant leur subsistance et veillant à leur bien-être. Ces étudiants suivent des séances de formation rigoureuses, qui durent souvent jusqu'à huit heures par jour. Les cours se terminent généralement par des exercices de méditation et de respiration destinés à favoriser la circulation sanguine, mêlant ainsi le spirituel au physique.
Le Bokator présente de légères variations régionales au niveau des armes utilisées, de la terminologie et des techniques privilégiées. Les maîtres de Bokator de Pursat, Vihear Sour et Kompong Chhnang mettent par exemple l'accent sur les techniques de lutte.

## Système de gradation
Pour son école de Bokator, San Kim Sean a développé un système basé sur le krama similaire à un système de ceinture pour organiser et représenter les niveaux d'avancement. Le Bokator comprend plus de 10 000 mouvements et, à mesure que les élèves les maîtrisent progressivement, ceux-ci reçoivent des kramas de différentes couleurs. Ils débutent par un krama blanc, les débutants progressent ensuite vers le vert, le bleu, le rouge, le marron, puis dix degrés de noir. Le krama d'or est réservé aux grands maîtres ayant consacré leur vie au Bokator.
| Système de gradation du Bokator | Système de gradation du Bokator | Système de gradation du Bokator | Système de gradation du Bokator | Système de gradation du Bokator | Système de gradation du Bokator | Système de gradation du Bokator | Système de gradation du Bokator | Système de gradation du Bokator | Système de gradation du Bokator |
| ------------------------------- | ------------------------------- | ------------------------------- | ------------------------------- | ------------------------------- | ------------------------------- | ------------------------------- | ------------------------------- | ------------------------------- | ------------------------------- |
| Des noms                        | Krama blanc                     | Krama blanc                     | Krama vert                      | Krama bleu                      | Krama rouge                     | Krama marron                    | Krama noir                      | Krama doré                      |                                 |
| Krama                           |                                 |                                 |                                 |                                 |                                 |                                 |                                 |                                 |                                 |

## Techniques
Les techniques de Bokator utilisent un large éventail de parties du corps et d'armes, notamment les mains, les coudes, les genoux, les pieds, les bâtons, les épées et les lances. Les techniques sont classées en cinq sous-ensembles principaux : Tvear, Kol, Mesorm, Kbach et Sneat.
Le Bokator comprend 12 techniques de combat principales appelées Tvear en khmer. De plus, le Tvear Maha Romdoh est considéré comme une technique de combat spéciale. Ces 12 Tvear, ainsi que le Tvear spécial, sont en outre organisés en trois divisions principales connues sous le nom de Khan. Le premier Khan, Atman Yut, englobe les Tvear 1 à 8 et se concentre sur les techniques des mains et des pieds. Le deuxième Khan, Horn Yut, se compose des Tvear 9 et 10, qui impliquent principalement l'utilisation de bâtons. Le troisième Khan, Khan Yut, comprend les Tvear 11 et 12 et emploie des techniques utilisant les épées et les lances.
Chaque Tvear comprend de nombreuses techniques supplémentaires. Au sein de ces 12 Tvears, existent 374 sous-techniques de combat majeures appelées Me. Plusieurs Me sont basées sur des animaux et des divinités. Le Krama blanc forme au Me basé sur Hanuman, le lion, l'éléphant, l'apsara et le crocodile, tandis que le Krama vert correspond aux styles du canard, crabe, cheval, oiseau et dragon. Les Sneats courants incluent :

### Sneat Bet Chongkong Rong Chomhos Kpuos(Position de blocage élevée)
Ce Sneat est un mouvement défensif utilisé pour contrer le coup de pied d'un adversaire dirigé vers la zone des côtes alors que les deux combattants sont en position debout. La technique consiste à utiliser le genou pour bloquer le coup de pied entrant, et elle se décline  en deux variantes : le blocage dans la même direction et blocage coulissant. Dans la première variante, le défenseur bloque l'attaque en utilisant son genou et en levant les deux mains devant le visage pour éviter les assauts frontaux. Cela nécessite une position ferme et une réaction rapide. L'efficacité de cette technique dépend de l'enchaînement des coups de pied délivrés par l'adversaire. Ce Sneat est considéré comme l’un des neuf mouvements principaux et fondamentaux de blocage et de défense du Bokator.

### Sneat Chrot Eysei(L'ermite poussant)
Ce Sneat est une technique de base de coup de pied visant à exploiter les ouvertures dans la défense adverse. Le coup de pied peut être donné en utilisant soit le talon, soit le pied, ce dernier étant préféré pour sa vitesse et sa puissance. Les cibles du coup de pied vont du dessous de la ceinture à la poitrine et même jusqu'au visage, chacune offrant différents niveaux d'impact et de dommages potentiels.

### Sneat Kapear Tea Kach Bambak(Le canard qui casse)
Dans ce Sneat, le coup de pied de l'adversaire est saisi avec l'une des mains en fonction de la direction du coup de pied. Une fois le coup de pied capté, le pratiquant enchaîne en utilisant son coude pour frapper la cuisse de l'adversaire, en ciblant le muscle pour lui infliger de la douleur et perturber son attaque.

## Folklore
Selon les croyances locales, la commune de Samprouch (khmer : សំព្រោជ) dans la province de Kampong Thom abritait de nombreux pratiquant de Bokator et doit son nom à un événement survenu pendant l'occupation siamoise des provinces du nord-ouest du Cambodge de 1795 à 1907. Des soldats Siamois auraient attaqué le village afin d'enlever des jeunes filles, mais les villageois, pratiquant le Bokator, se sont défendus avec succès, obligeant les soldats à fuir précipitamment. En l'honneur de cet événement, le village fut nommé Siem Prouch (khmer : សៀមប្រូច), signifiant Siamois en fuite, ce qui donna par la suite Samprouch.
Au-delà des arts martiaux, le Bokator trouve des applications artistiques dans le Chhay Yam, une danse traditionnelle khmère, ainsi que dans des représentations théâtrales khmères comme le Lakhon Bassac.

## Culture populaire

### Films
- En 2017, le Bokator a été mis en avant dans le film d'arts martiaux cambodgien Jailbreak[50],[51].
- En 2021, le film de Disney Raya et le dernier dragon a réuni diverses cultures d'Asie du Sud-Est. L’équipe de recherche du film s’est notamment inspirée du Bokator au Cambodge[52].
- En 2022, Stephen Schwartz, le producteur de Power Rangers : Origins, a collaboré avec le pratiquant de Bokator Kim Sambo. Ce dernier a contribué aux scènes de combats en y incorporant des techniques de Bokator[53].

### Littérature
- Le Bokator est le principal art martial utilisé dans la trilogie dystopique Arc of a Scythe écrite par Neal Shusterman ; les romans utilisent en outre une forme fictive de Bokator intitulée « Black Widow Bokator » et décrite comme étant une forme plus offensive et violente de l'art martial[54].

### Bandes dessinées
- Le Bokator apparaît dans le manga Tough : Ryū wo Tsugu Otoko du mangaka Tetsuya Saruwatari[55].

### Musique
- Le clip de 6 Years in the Game du rappeur cambodgien Vannda et de la rappeuse japonaise Awich met en scène des athlètes de Bokator[56].